# Georg Schors
Georg Schors (* 18. Oktober 1913; † 23. September 1997) war ein österreichischer Fußballspieler.

## Karriere
Schors spielte zunächst bis 1934 für den SV Donau Wien in der vom Wiener Fußball-Verband organisierten I. Liga.
Von 1934 bis 1936 war er für den 1. ČsŠK Bratislava aktiv, die letzte Saison allerdings in der erstmals eingerichteten tschechoslowakischen Profiliga.
1937 für den ASV Hohenau aktiv, wechselte er zur Saison 1937/38 zum SK Rapid Wien in die erstklassige Nationalliga, die allerdings nur ein Jahr Bestand haben sollte.
Mit dem Anschluss Österreichs im März 1938 bestritt er fortan in der Gauliga Ostmark, in einer von 17, später auf 23 aufgestockten Gauligen zur Zeit des Nationalsozialismus als einheitlich höchste Spielklasse im Deutschen Reich, Punktspiele, zunächst von 1938 bis 1941, anschließend von 1941 bis 1944, in der Sportbereichsklasse Donau-Alpenland, die kriegsbedingt nach nur vier Spieltagen abgebrochen wurde. Während seiner Vereinszugehörigkeit zum SK Rapid Wien gewann er u. a. dreimal die Gaumeisterschaft Ostmark. Aufgrund der Erfolge nahm er mit seiner Mannschaft auch zweimal an der Endrunde um die Deutsche Meisterschaft teil. Sein Debüt gab er am 14. Juli 1940 im Praterstadion bei der 1:2-Halbfinal-Niederlage gegen den Dresdner SC. Weiters bestritt er auch die beiden Spiele um Platz 3 gegen den SV Waldhof Mannheim, wobei das Wiederholungsspiel am 28. Juli 1940 mit 5:2 gewonnen wurde, nachdem die erste Begegnung eine Woche zuvor mit dem 4:4-Unentschieden keinen Sieger hervorgebracht hatte; in beiden Spielen erzielte er jeweils ein Tor.
In der Endrunde um die Deutsche Meisterschaft 1940/41 absolvierte er alle sechs Spiele der Gruppe 4 und erzielte sieben Tore. Im Halbfinale, das in Beuthen am 8. Juni 1941 mit 2:1 gegen den Dresdner SC gewonnen wurde, wurde er nicht eingesetzt. Aber im Finale, das am 22. Juni 1941 im Berliner Olympiastadion vor 95.000 Zuschauern ausgetragen wurde, gehörte er wieder der Mannschaft an, die mit 4:3 über den FC Schalke 04 den Titel gewann. Dabei leitete er mit seinem Treffer zum 1:3 in der 60. Minute die Aufholjagd ein, die mit dem Siegtor in der 71. Minute durch Franz Binder zum Erfolg führte.
In dem 1935 neu geschaffenen Pokalbewerb für Vereinsmannschaften um den Tschammerpokal, kam er von 1938 bis 1941 in vier ununterbrochenen Jahren in insgesamt 19 Spielen zum Einsatz, in denen er ebenso viele Tore erzielte. Bei seiner ersten Teilnahme, in dem er fünf Tore in vier Spielen erzielte, debütierte er am 6. November 1938 beim 5:1-Sieg über den SV Amateure Fiat Wien – auch mit dem Tor zum 3:0 in der 37. Minute – in dem in Ausscheidungsrunden unterteilten Viertelfinale. Nach zwei weiteren Spielen erreichte er mit seiner Mannschaft das Finale. In dem erst am 8. Jänner 1939 im Berliner Olympiastadion vor 40.000 Zuschauern ausgetragenen Finale wurde der FSV Frankfurt mit 3:1 bezwungen, nachdem in der berühmten Rapid-Viertelstunde innerhalb von zehn Minuten die Tore von ihm (80.), Johann Hofstätter (85.) und Franz Binder (90.) erfolgt waren. Seine letzten beiden Pokalspiele bestritt er 1941 in der ersten und zweiten Runde gegen zwei Wiener Vereine; das erste gewann er am 8. Juli mit 4:3 gegen den FC Wien, das zweite verlor er am 3. August mit 3:5 gegen den SK Admira Wien.
Nach dem Ende des Zweiten Weltkriegs absolvierte er für den SK Rapid Wien noch zwei Spielzeiten in der vom Wiener Fußball-Verband organisierten (Wiener) Liga und trug mit 14 Punkt- und zwei Pokalspielen 1946 zum Double bei.
Seine Fußballerkarriere ließ er beim Wiener Sport-Club mit den Saisonen 1947/48 und 1948/49 in der erstklassigen (Wiener) Liga ausklingen.

## Erfolge
- Österreichischer Meister 1946
- ÖFB-Cup-Sieger 1946
- Deutscher Meister 1941
- Tschammerpokal-Sieger 1938
- Gaumeister Ostmark 1938, 1940, 1941